# Conservateur du patrimoine
Pour les articles homonymes, voir Conservateur.
Ne doit pas être confondu avec Conservateur de musée.
Dans la fonction publique française, le conservateur du patrimoine, placé au sein d'une institution patrimoniale ou à sa tête, a missions d'étudier, classer, conserver, entretenir, enrichir, mettre en valeur et faire connaître le patrimoine culturel au public le plus large, et de veiller à l'approfondissement de la recherche scientifique appliquée au patrimoine.
Au plan administratif, les conservateurs du patrimoine appartiennent à la fonction publique de l'État ou de la ville de Paris, ou à un cadre d'emplois de la fonction publique territoriale, de catégorie A+.

## Caractéristiques du métier
Les conservateurs « exercent des responsabilités scientifiques et techniques visant à étudier, classer, conserver, entretenir, enrichir, mettre en valeur et faire connaître le patrimoine ». Ils ont une activité administrative et scientifique.
Ce corps et ce cadre d'emplois ont été créés respectivement en 1990 et 1991 pour unifier des statuts auparavant différents. Le corps des conservateurs d'État s'est vu adjoindre en 2007 les anciens « conservateurs des musées d'histoire naturelle et des musées d'établissements d'enseignement supérieur ». Ce corps est désormais régi par le décret no 2013-788 du 28 août 2013.
Le corps est divisé en trois grades : conservateur, conservateur en chef et conservateur général. Le cadre d'emploi territorial ne compte que deux grades, conservateur et conservateur en chef.
La gestion d'une partie du patrimoine écrit, notamment les livres et manuscrits et, parfois, des estampes et des photographies est confiée à des conservateurs des bibliothèques et non du patrimoine.

### Recrutement
Le recrutement des conservateurs du patrimoine est règlementairement confié à l'Institut national du patrimoine pour le compte de l'État (corps des conservateurs du patrimoine) et la Ville de Paris (corps des conservateurs de la Ville de Paris) et, en vertu d'une convention avec le Centre national de la fonction publique territoriale (CNFPT), pour les collectivités territoriales (cadre d'emplois des conservateurs territoriaux du patrimoine). Il prend la forme d'un concours annuel organisé indifféremment selon les employeurs (État, Ville de Paris, collectivités territoriales). Il existe la possibilité, pour un candidat, de concourir à des postes offerts par des employeurs différents et à plusieurs spécialités qui sont au nombre de cinq (archéologie, archives, monuments historiques et inventaire, musées et patrimoine scientifique, technique et naturel). La plupart des candidats se présentent dans deux spécialités afin d'accroître leurs chances.
Les épreuves des concours de l’État et de la Ville de Paris, d’une part, et des collectivités territoriales, d’autre part, sont identiques, ainsi que les jurys.
Les conservateurs du patrimoine peuvent également être recrutés au choix parmi les fonctionnaires de catégorie A ayant dix ans de services effectifs dans un service patrimonial (procédure dite « tour extérieur » pour la fonction publique d'État) ou parmi les attachés de conservation du patrimoine ayant dix ans de services effectifs (promotion interne pour la fonction publique territoriale). Des conditions de quotas fixées par les statuts particuliers en fonction des recrutements de fonctionnaires intervenus dans chaque collectivité territoriale limitent le nombre d’agents promus.

### Formation initiale
Les lauréats du concours annuel de conservateur intègrent l'Institut national du patrimoine pour une formation de 18 mois, en janvier de l'année qui suit le concours. Durant cette période, ils bénéficient d’un statut d’élève fonctionnaire et d’une appellation sensiblement différente suivant leur employeur : conservateur stagiaire pour les lauréats du concours de l’État et de la Ville de Paris (ils sont titularisés au moment de leur affectation à leur premier poste), élève conservateur pour les lauréats du concours territorial qui sont ensuite inscrits sur une liste d’aptitude puis recrutés par une collectivité territoriale sur un échelon de stage avant d’être titularisés six mois plus tard. Les « élèves conservateurs » – c’est l’appellation en vigueur pour les promotions de l’INP – sont rémunérés indifféremment par leurs employeurs durant toute leur scolarité (pour les élèves territoriaux, c’est le CNFPT qui remplit ce rôle).

### Accès à l'emploi
L’accès à l’emploi à l’issue de la formation initiale d’application de l’INP est radicalement différent suivant le statut des élèves conservateurs.  Les conservateurs stagiaires de l’État et de la Ville de Paris sont aussitôt titularisés lors de leur affectation à un premier poste (en fonction de vœux exprimés en rapport avec une liste de postes vacants). En revanche, les élèves conservateurs territoriaux sont confrontés au mode de recrutement qui leur est propre, la réponse à l’offre d’emploi après inscription sur une liste d’aptitude. Si les conservateurs stagiaires de l’État et de la Ville de Paris prennent leurs fonctions dès la fin de leur scolarité, leurs collègues territoriaux doivent entreprendre une recherche d'emploi en se portant candidat aux postes ouverts par les collectivités territoriales.

### Spécialités
Les conservateurs sont répartis en cinq spécialités :
- Archéologie :
  - Les conservateurs d'État exercent leurs responsabilités dans les services régionaux d'archéologie au sein des DRAC,
  - Les conservateurs territoriaux travaillent au sein de services archéologiques établis par des collectivités territoriales, le plus souvent dans le cadre de l'archéologie préventive ;
- Archives (la plupart des conservateurs du patrimoine recrutés dans cette spécialité sont d'anciens élèves de l'École nationale des chartes) :
  - Les conservateurs d'État exercent leurs responsabilités au sein des Archives nationales, du service interministériel des archives de France, du service historique de la Défense, des Archives diplomatiques, et, par mise à disposition, des Archives départementales,
  - Les conservateurs territoriaux travaillent dans les services d'archives régionales, archives départementales, archives communales et intercommunales ;
- Inventaire et Monuments historiques :
  - Les conservateurs d'État exercent le plus souvent dans les conservations régionales des Monuments historiques en tant que conservateur des monuments historiques.
Certains emplois de conservateurs demandant une technicité spécifique ou au contraire de multiples spécificités peuvent être occupés par d'autres corps de la fonction publique. Ainsi, un conservateur régional des Monuments historiques, ou un conservateur des monuments nationaux n'est pas nécessairement un conservateur du patrimoine ; les architectes des bâtiments de France portent le titre de conservateur des monuments dont ils ont la charge,
  - Les conservateurs territoriaux exercent dans un service régional de l'inventaire, rattaché à un conseil régional ;
- Musées :
  - conservateurs de musées ;
- Patrimoine scientifique, technique et naturel : il s'agit des personnels d'encadrement et de direction des muséums d'histoire naturelle et d'autres musées scientifiques ou techniques.